# IrfanView
IrfanView (wym. /ˈɪərfænvjuː/) – program komputerowy służący do przeglądania i podstawowej edycji plików wielu formatów (pierwotnie tylko graficznych), przeznaczony dla systemu operacyjnego Windows. Autorem przeglądarki jest bośniacki programista – Irfan Škiljan – który rozwija go od 1996 roku.
Program obsługuje kilkadziesiąt formatów graficznych, dźwiękowych i wideo, wyróżniając się dużą szybkością działania. Zawiera elementarne narzędzia edycyjne pozwalające wykonać prosty retusz plików graficznych. Współpracuje z zewnętrznymi wtyczkami i obsługuje interfejs TWAIN pozwalający wczytywać obrazy z cyfrowych aparatów fotograficznych, skanerów czy kamer. Przeglądarka miniatur pozwala przejrzeć zawartość całego folderu. Program zawiera też narzędzia do operacji wsadowych na wielu plikach, np. konwersji na inny format. Ostatnie wersje wyposażono również w narzędzia do tworzenia prostych albumów fotografii w języku HTML, które następnie można łatwo opublikować w Internecie, oraz narzędzie do generowania obrazu przedstawiającego przegląd zawartości (seria klatek) konkretnego pliku wideo. Pojawił się także dodatek służący do budowania prezentacji multimedialnych, które można uruchomić lub zapisać jako plik EXE. Prezentację taką można też zapisać jako wygaszacz ekranu albo nagrać na płytę CD.
Program jest darmowy tylko w przypadku zastosowań niekomercyjnych. Dostępny w 23 wersjach językowych (w tym w polskiej).
IrfanView można uruchomić pod Linuksem za pomocą Wine.

## Wybrane cechy
Wybrane funkcje IrfanView:
- obsługa wielu języków;
- podgląd miniaturek obrazów, filmów i innych plików z zawartością graficzną;
- rysowanie prostych figur (tworzenie linii, okręgów, strzałek);
- obsługa skórek (skinów) dla paska narzędzi;
- tworzenie pokazów slajdów (zapis ich do plików EXE/SCR);
- szybki podgląd folderów;
- możliwość edycji za pomocą skryptów powłoki (ang. command line options);
- wykonywanie zmian na wielu plikach jednocześnie – konwersja wsadowa (ang. batch conversion);
- opcja szukania plików;
- obsługa filtrów graficznych – w tym zewnętrznych (wyostrz, rozmaż itp.);
- wydobywanie ikon z plików w formatach EXE/DLL/ICL;
- obsługa kodowania Unicode;
- duża liczba skrótów klawiszowych (ang. hotkeys);
- możliwość korzystania z programu w celach komercyjnych po zakupieniu licencji.

## Obsługiwane formaty
Rozszerzenia obsługiwane przez program IrfanView:
| Obsługa formatu                                     | Odczyt          | Zapis           |
| Pliki graficzne                                     | Pliki graficzne | Pliki graficzne |
| --------------------------------------------------- | --------------- | --------------- |
| ANI, CUR                                            | Tak             | Nie             |
| AWD*                                                | Tak             | Nie             |
| B3D*                                                | Tak             | Nie             |
| BMP, DIB                                            | Tak             | Tak             |
| CAM*                                                | Tak             | Nie             |
| CLP                                                 | Tak             | Nie             |
| CPT                                                 | Tak             | Nie             |
| CRW/CR2*                                            | Tak             | Nie             |
| DCM/ACR/IMA*                                        | Tak             | Nie             |
| DCX                                                 | Tak             | Nie             |
| DDS*                                                | Tak             | Nie             |
| DJVU, IW44*                                         | Tak             | Nie             |
| DXF, DWG, HPGL, CGM, SVG*                           | Tak             | Nie             |
| ECW*                                                | Tak             | Tak             |
| EMF                                                 | Tak             | Tak             |
| EPS, PS, PDF, AI*                                   | Tak             | Nie             |
| EXR*                                                | Tak             | Tak             |
| FITS*                                               | Tak             | Nie             |
| FPX*                                                | Tak             | Nie             |
| FSH*                                                | Tak             | Tak             |
| G3*                                                 | Tak             | Nie             |
| GIF                                                 | Tak             | Tak             |
| HDR*                                                | Tak             | Nie             |
| HDP, WDP*                                           | Tak             | Nie             |
| ICL, EXE, DLL                                       | Tak             | Nie             |
| ICO                                                 | Tak             | Tak             |
| ICS*                                                | Tak             | Nie             |
| IFF, LBM*                                           | Tak             | Nie             |
| IMG*                                                | Tak             | Nie             |
| JP2, JPC, J2K*                                      | Tak             | Tak             |
| JPG, JPEG                                           | Tak             | Tak             |
| JPM*                                                | Tak             | Tak             |
| KDC*                                                | Tak             | Nie             |
| LDF*                                                | Tak             | Tak             |
| LWF*                                                | Tak             | Tak             |
| Mac PICT, QTIF, MP4*                                | Tak             | Nie             |
| MNG, JNG*                                           | Tak             | Nie             |
| MRC*                                                | Tak             | Nie             |
| MrSID, SID*                                         | Tak             | Nie             |
| DNG, EEF, NEF, MRW, ORF, RAF, DCR, SRF/ARW, PEF, 3F | Tak             | Nie             |
| NLM, NOL, NGG*                                      | Tak             | Nie             |
| PBM                                                 | Tak             | Tak             |
| PCD                                                 | Tak             | Nie             |
| PCX                                                 | Tak             | Tak             |
| PDF*                                                | Tak             | Tak             |
| PGM                                                 | Tak             | Tak             |
| PIC*                                                | Tak             | Nie             |
| PNG                                                 | Tak             | Tak             |
| PPM                                                 | Tak             | Tak             |
| PSD                                                 | Tak             | Nie             |
| PSP*[a]                                             | Tak             | Nie             |
| PVR*                                                | Tak             | Nie             |
| RAS, SUN*                                           | Tak             | Nie             |
| RAW, YUV*                                           | Tak             | Nie             |
| RLE*                                                | Tak             | Nie             |
| SFF*                                                | Tak             | Nie             |
| SFW*                                                | Tak             | Nie             |
| SGI, RGB*                                           | Tak             | Nie             |
| SIF*                                                | Tak             | Nie             |
| SWF, FLV*                                           | Tak             | Nie             |
| TGA                                                 | Tak             | Tak             |
| TIF, TIFF                                           | Tak             | Tak             |
| TTF*                                                | Tak             | Nie             |
| TXT                                                 | Tak             | Nie             |
| VTF*                                                | Tak             | Nie             |
| WAD*                                                | Tak             | Nie             |
| WAL*                                                | Tak             | Nie             |
| WBMP*                                               | Tak             | Nie             |
| WebP*                                               | Tak             | Tak             |
| WMF                                                 | Tak             | Nie             |
| WSQ*                                                | Tak             | Nie             |
| XBM*                                                | Tak             | Nie             |
| XPM*                                                | Tak             | Nie             |
| Pliki audio, wideo                                  |                 |                 |
| AIF                                                 | Tak             | Nie             |
| AU, SND                                             | Tak             | Nie             |
| MED*                                                | Tak             | Nie             |
| MID                                                 | Tak             | Nie             |
| MP3*                                                | Tak             | Nie             |
| OGG*                                                | Tak             | Nie             |
| RA*                                                 | Tak             | Nie             |
| WAV                                                 | Tak             | Nie             |
| ASF                                                 | Tak             | Nie             |
| AVI                                                 | Tak             | Nie             |
| MOV*, MP4*                                          | Tak             | Nie             |
| MPG, MPEG                                           | Tak             | Nie             |
| WMA, WMV                                            | Tak             | Nie             | * wymagana jest instalacja wtyczki

## Wtyczki
Wtyczki dostarczane są w kilku wersjach:
- Pojedynczy plik zawierający wszystkie wtyczki
- Cztery pliki zawierające wtyczki podzielone na kategorie:

1. iv_mmedia.zip. Zawiera następujące wtyczki: IV_Player, Med, Mp3, Nero, QuickTime, RealAudio, SoundPlayer.
2. iv_formats.zip. Zawiera następujące wtyczki: Awd, B3d, Crw, CADImage, Dicom, DjVu, EaFsh, Ecw, Exr, Flash, Formats, Fpx, Hdp, Ics, ImPDF, JPEG 2000, Jpm, Kdc, Ldf, LogoManager, Lwf, Mng, Mrc, MrSID, PhotoCD, PNGOUT, Postscript, RIOT, Sff, Wsq, Vtf.
3. iv_effects.zip. Zawiera następujące wtyczki: 8BF_Filters, Filter Factory, Filters Unlimited.
4. iv_misc.zip. Zawiera następujące wtyczki: Email, Exif, FTP, Iptc, Jpg_Transform, Lcms.